# Castelgaillard
Castelgaillard (em occitano:  Castèthgalhard) é uma comuna francesa na região administrativa da Occitânia, no departamento do Alto Garona. Estende-se por uma área de 6.82 km², com 60 habitantes, segundo o censo de 2018, com uma densidade de 8.8 hab/km².